# Barnes City
Barnes City és una població dels Estats Units a l'estat d'Iowa. Segons el cens del 2000 tenia 201 habitants.

## Demografia
Segons el cens del 2000, Barnes City tenia 201 habitants, 92 habitatges, i 50 famílies. La densitat de població era de 129,3 habitants per km².
Dels 92 habitatges en un 27,2% hi vivien nens de menys de 18 anys, en un 39,1% hi vivien parelles casades, en un 8,7% dones solteres, i en un 44,6% no eren unitats familiars. En el 37% dels habitatges hi vivien persones soles el 20,7% de les quals corresponia a persones de 65 anys o més que vivien soles. El nombre mitjà de persones vivint en cada habitatge era de 2,18 i el nombre mitjà de persones que vivien en cada família era de 2,86.
Per edats la població es repartia de la següent manera: un 25,9% tenia menys de 18 anys, un 6,5% entre 18 i 24, un 23,4% entre 25 i 44, un 27,4% de 45 a 60 i un 16,9% 65 anys o més.
L'edat mediana era de 40 anys. Per cada 100 dones de 18 o més anys hi havia 104,1 homes.
La renda mediana per habitatge era de 29.583 $ i la renda mediana per família de 32.321 $. Els homes tenien una renda mediana de 31.250 $ mentre que les dones 21.250 $. La renda per capita de la població era de 14.135 $. Entorn del 14% de les famílies i el 20,7% de la població estaven per davall del llindar de pobresa.

## Poblacions més properes
El següent diagrama mostra les poblacions més properes.